# Tobias Adami
Tobias Emmanuel Adami (Werda, 30 agosto 1581 – Weimar, 29 novembre 1643) è stato un filosofo tedesco e un membro della Società dei Carpofori.

## Biografia
Adami era figlio del funzionario prussiano Matthäus Adami e di Eva Walter. Dalla corrispondenza dei suoi genitori si evince che in un incidente d'infanzia Adami si danneggiò le articolazioni della mascella. Tale circostanza ne ostacolò le capacità locutorie per tutta la vita.
Adami completò gli studi scolastici a Werda e Zwickau. All'età di 16 anni si iscrisse presso l'Università di Lipsia, dove tra l'altro seguì i corsi di filosofia del professor H. Pursius. Iniziò anche a studiare medicina con il professor Balthasar Giller, ma si trasferì presto a Tubinga per studiare legge. Nell'inverno tra il 1599 e il 1600 Adami terminò gli studi e tornò a casa.
Nel 1604 fu ingaggiato da Daniel Watzdorf come suo precettore, e con il suo studente, quello stesso anno, tornò all'Università di Lipsia. Dopo aver discusso una tesi in diritto civile con Wilhelm Schmuckius (1575-1634), Adami ricevette una borsa, che gli fu mantenuta fino al 1616. Contemporaneamente, negli anni 1607-16 lavorò come precettore di Rudolf von Bünau. Nel 1607, all'Università di Altdorf, incontrò anche i giuristi Konrad Rittershausen e Scipione Gentili.

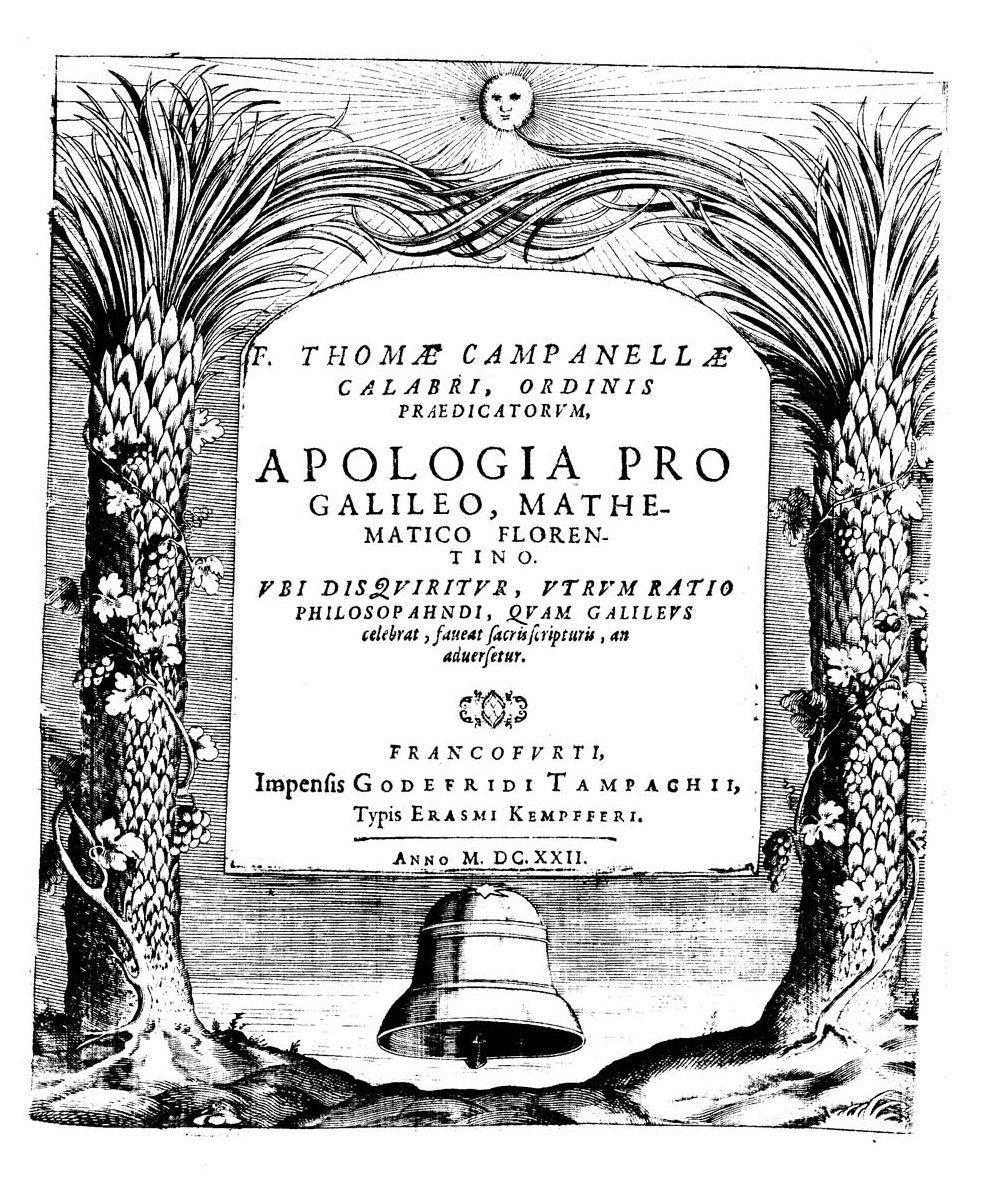
Apologia pro Galileo di Tommaso Campanella, pubblicata a Francoforte nel 1622

Nel 1611, accompagnato da Rudolf von Bünau, Adami viaggiò in Italia, Grecia, Cipro, Siria, Palestina, rientrando attraverso Malta di nuovo l'Italia. A Napoli, dove rimase per circa un anno, riuscì a mettersi in contatto epistolare con Tommaso Campanella, allora incarcerato nel Castel dell'Ovo. Von Bünau e Adami lasciarono Napoli portando con loro numerose opere di Campanella che Adami pubblicherà negli anni Venti in Germania: il De sensu rerum, la Philosophia epilogistica, la Medicina, la Metaphysica, il De gentilismo non retinendo, l'Apologia pro Galileo e una Scelta di poesie filosofiche.
Nel 1613 incontrò a Roma Federico Cesi e a Firenze Galileo Galilei. Adami si iscrisse all'Università di Siena il 12 maggio 1613. Un anno dopo, i due compagni partirono per la Spagna, rimanendo nove mesi a Madrid. Da lì raggiunsero Londra passando da Parigi e Amsterdam. Di ritorno in Germania, nel 1616 Adami ebbe un posto di storia e retorica all'Università di Wittenberg. Nel 1617 entrò nell'amministrazione di Sassonia-Weimar, dove fu promosso consigliere nel 1626.
Tra il 1619 e il 1621 partì con Hans Bernd von Botzheim, con il duca Albrecht von Sachsen-Eisenach e Johann Friedrich von Sachsen-Weimar, per un Grand Tour attraverso la Svizzera e la Francia. Nel 1621 tradusse alcune poesie di Campanella, che dedicò al pietista Johann Valentin Andreae, suo ex-studente a Tubinga, con cui aveva fondato la Societas Christiana.
Nel 1628 Tobias Adami sposò Sabina Catherina Neunobel, figlia del cancelliere di Sassonia-Lauenburg Johann Wilhelm Neunobel, la quale tuttavia morì l'anno dopo. Nello stesso anno entrò nell'Accademia Fruchtbringende Gesellschaft (Società dei Carpofori) con il nome di Gehärte (Indurito), il motto Wann er auskommt e il simbolo del corallo. Tre anni dopo Adami sposò Martha Brand.
Tobias Adami morì a Weimar il 29 dicembre 1643, all'età di 62 anni.